# Ellis Paxson Oberholtzer
Ellis Paxson Oberholtzer (Cambria Station, Condado de Chester (Pensilvânia), 5 de outubro de 1868 — Filadélfia, 8 de dezembro de 1936) foi um biógrafo e historiador estadunidense.
Estudou na Universidade da Pensilvânia, com doutorado em 1893, e em universidades da Alemanha. Durante alguns anos escreveu para jornais e revistas. Editou o American Crisis Biographies. Sua mulher, Winona McBride Oberholtzer, era irmã do publicista Robert Medill McBride.

## Obras
- The Referendum in America (1893; new edition, 1900; revised, 1911)
- Die Beziehungen zwischen dem Staat und der Zeitungspresse im deutschen Reich (1895)
- The New Man (1897);  Robert Morris, Patriot and Financier (1903)
- Abraham Lincoln (1904);  The Literary History of Philadelphia (1906)
- — (1907). Jay Cooke: Financier of the Civil War, Vols. Philadelpha: George W. Jacobs & Company  I & II
- Henry Clay (1909), com T. H. Clay
- Philadelphia: A History of the City and its People (quatro volumes, 1912).
- The Morals of the Movie (1912).
- A History of the United States since the Civil War (1917).